# Montanha d'Uishèra
La Montanha d'Uishèra és una muntanya de 2.339 metres que es troba entre els municipis d'Arres i Vilamòs, a la comarca de la Vall d'Aran.
Aquest cim està inclòs al llistat dels 100 cims de la FEEC